# بهرمان وردي
بَهْرَمَان وَرْدِيّ نوع طير من جنس بهرم في فصيلة العتريسيات . يتميز الذكر عن البهرم الأخرى بوجود ظل وردي غامق / أحمر فاتح في الأجنحة والذيل، وللأنثى ردف أصفر زيتوني / زيتوني مقابل الأصفر الفاتح في البهرم الأخرى. كل من الذكور والإناث باللون الرمادي أعلاه.

## معرِض الصور

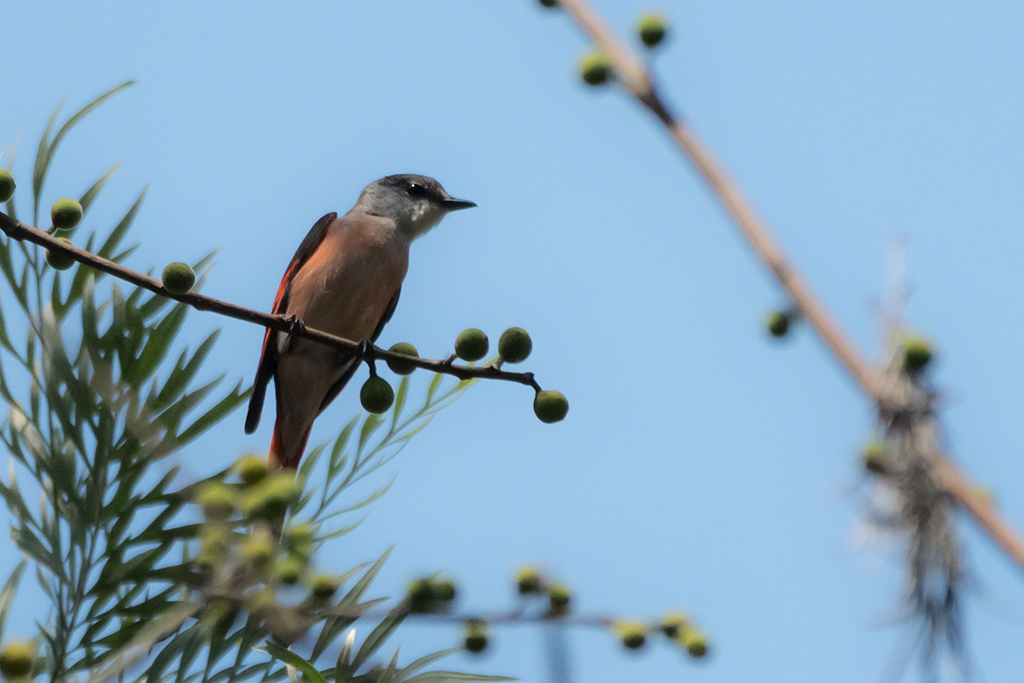
ذكر بهرمان وردي ، غابة في الهند
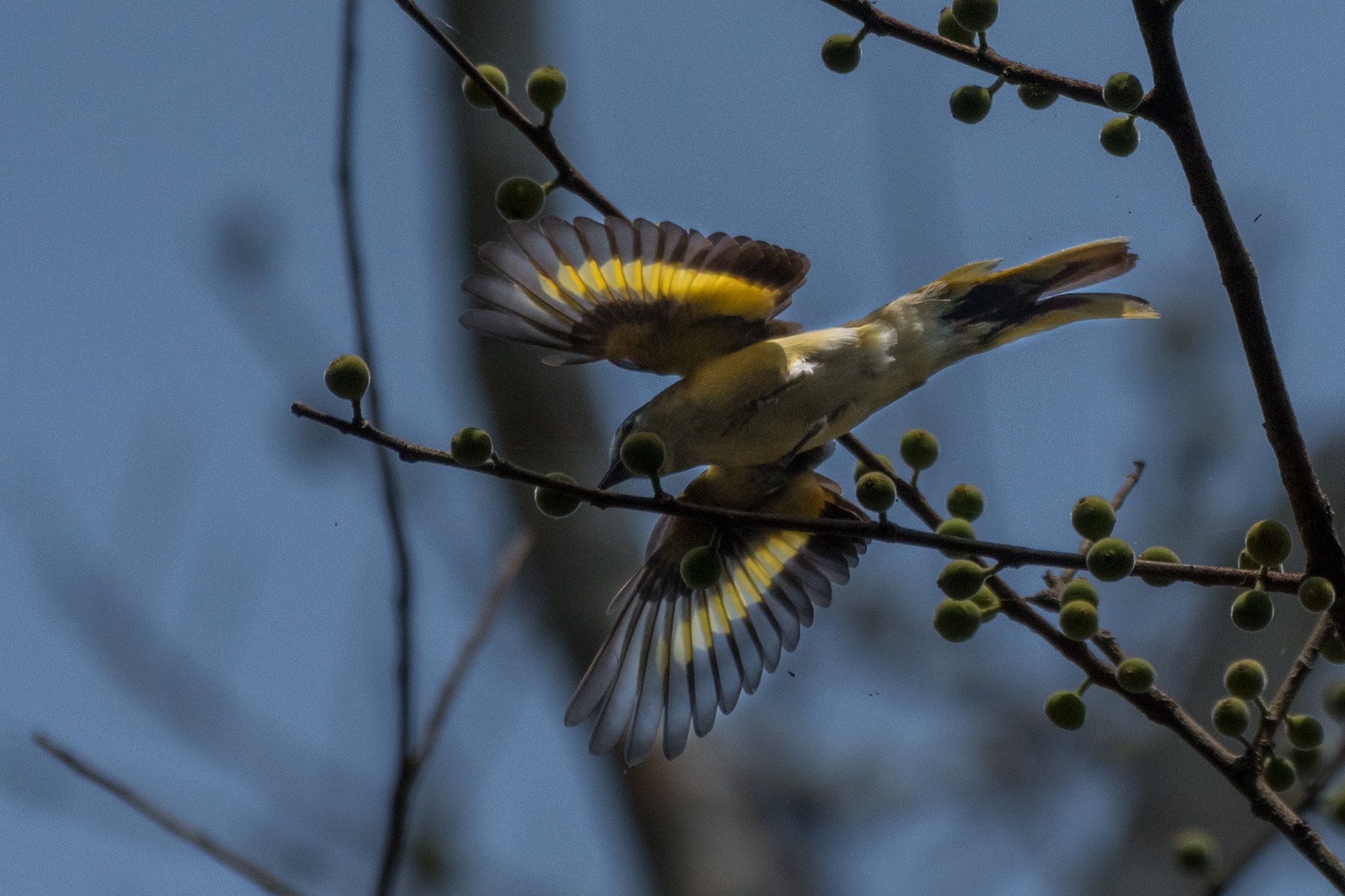
أنثى بهرم وردي في غابة في الهند